# Sven Persson (1927–2012)
Sven Åke Harry "Flua" Persson, född 3 februari 1927, död 14 februari 2012 i Helsingborg, var en svensk fotbollsspelare (vänsterinner).
Persson representerade Hälsingborgs IF mellan 1946 och 1954, och gjorde sammanlagt 114 allsvenska matcher (46 mål) för klubben. 
Han var liten, och kallades därför "Flua" (Flugan), men var märkligt nog ändå en stark nickspelare. Hösten 1949 var han som bäst, och det spekulerades då i om han kunde bli en ny Henry "Garvis" Carlsson. Utöver innerpositionen kunde han även spela ytterhalv.